# Mel Collins
Mel Collins (født 5. september 1947) er en britisk saxofonist og fløjtenist og en fremtrædende studiemusiker. Han har arbejdet sammen med et utal af musikere og grupper, bl.a. Eric Clapton, Dire Straits, Bryan Ferry, Marianne Faithfull, The Rolling Stones og mange andre, mens hans vigtigste arbejde var som medlem af de progressive rockgrupper King Crimson, Camel, Caravan og The Alan Parsons Project.
Han er medlem af King Crimson-revivalgruppen 21st Century Schizoid Band sammen med andre tidligere King Crimson-medlemmer.
Collins spillede saxofonsoloen på The Rolling Stones' hitsingle "Miss You" fra 1978.